# Kōkichi Tsuburaya

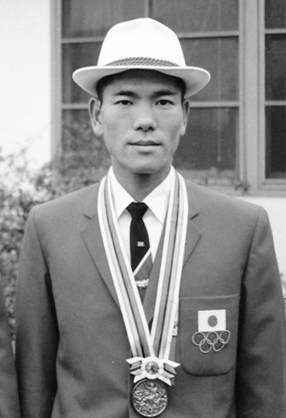
Kōkichi Tsuburaya 1964

Kōkichi Tsuburaya (jap. 円谷 幸吉, Tsuburaya Kōkichi; * 13. Mai 1940 in Sukagawa; † 9. Januar 1968 in Asaka) war ein japanischer Langstreckenläufer.
1962 wurde er japanischer Meister im 5000-Meter-Lauf und im 10.000-Meter-Lauf. Auf diesen Distanzen stellte er mehrfach Landesrekorde auf.
Den größten Erfolg seiner Karriere erzielte er beim Marathonlauf der Olympischen Spiele 1964 in Tokio. Er erreichte das Olympiastadion etwa vier Minuten nach dem Titelverteidiger Abebe Bikila als Zweiter. Auf den letzten Metern wurde er jedoch noch von dem Briten Basil Heatley überholt. Tsuburaya belegte schließlich in 2:16:22,8 h den dritten Platz und holte die Bronzemedaille. Außerdem trat er in Tokio auch im 10.000-Meter-Lauf an und wurde Sechster in 28:59,4 min.
In den darauffolgenden Jahren kämpfte Tsuburaya mit andauernden Verletzungen und konnte seine alte Form nicht mehr erreichen. Er litt unter dem immensen Erwartungsdruck seiner Landsleute, bei den Olympischen Spielen 1968 in Mexiko-Stadt seinen Erfolg von Tokio mindestens zu wiederholen. Rund neun Monate vor Beginn der Spiele beging er Selbstmord durch Aufschneiden der Pulsader.
Kōkichi Tsuburaya war 1,63 m groß und hatte ein Wettkampfgewicht von 54 kg.